# Daichi Kamada
Daichi Kamada (鎌田 大地, Kamada Daichi), né le 5 août 1996 à Ehime (Japon), est un footballeur international japonais qui évolue au poste de milieu offensif à Crystal Palace.

## Biographie

### Carrière en club

#### Sagan Tosu (2015-2017)
Daichi Kamada commence sa carrière avec le Sagan Tosu, jouant son premier match en professionnel le 8 avril 2015, à l'occasion d'une rencontre de coupe de la Ligue japonaise face à l'Albirex Niigata. Il entre en jeu à la place de Ryota Hayasaka et son équipe s'incline par un but à zéro.

#### Débuts à l'Eintracht Francfort (2017-2018)
Le 1er juillet 2017, Daichi Kamada s'engage avec l'Eintracht Francfort pour quatre saisons.
Le 12 août 2017, il dispute son premier match avec son nouveau club en Coupe d'Allemagne contre TuS Erndtebrück (de) en tant que titulaire avant d'être remplacé à la 73e minute de jeu (victoire 0-3).
Le 20 août 2018, il fait ses débuts en Bundesliga contre le SC Fribourg en étant de nouveau titulaire (match nul 0-0).
Au terme de la saison 2017-2018, Daichi Kamada n'a pris part qu'à quatre matchs, dont trois matchs de championnat.

##### Prêt à Saint-Trond (2018-2019)
À partir du 1er septembre 2018, en manque de temps de jeu à l'Eintracht Francfort, Daichi Kamada est prêté au club de Saint-Trond VV pour toute la saison. Il fait ses débuts avec le K Saint-Trond VV en entrant en cours de match contre La Gantoise en championnat et y inscrit même son premier but (victoire 1-2). Lors de la journée de championnat suivante, il récidive en marquant contre Royal Antwerp FC.
Ses bonnes performances lui permettent d'obtenir rapidement une place de titulaire dans l'équipe, où il est positionné en tant que milieu offensif ou attaquant de soutien. En octobre 2018, il marque trois buts en quatre matchs de championnat. Au mois de novembre 2018, il marque quatre buts en trois matchs, dont un doublé contre le KAS Eupen le 10 novembre 2018. Lors des matchs de play-offs, il inscrit trois buts dont un doublé contre Westerlo (match nul 2-2), et délivre 5 passes décisives dont deux contre Beerschot (match nul 2-2).
En fin de saison, Daichi Kamada aura finalement pris part à 36 matchs, inscrit 16 buts et délivré 9 passes décisives toutes compétitions confondues.

#### Retour à l'Eintracht Francfort (2019-2023)
À partir de la saison 2019-2020 et à la suite de son prêt concluant, Daichi Kamada retourne à l'Eintracht Francfort et intègre l'équipe première.
Le 11 août 2019, il inscrit son premier but de la saison contre le SV Waldhof Mannheim en Coupe d'Allemagne (victoire 3-5). Il participe à la campagne de qualification de l'Eintracht en Ligue Europa et délivre même une passe décisive lors des barrages retour contre le RC Strasbourg (victoire 3-0).
Le 27 octobre 2019, ayant désormais obtenu une place de titulaire dans l'équipe, Daichi Kamada effectue ses deux premières passes décisives en Bundesliga contre le Borussia Mönchengladbach (défaite 4-2). Le 28 novembre 2019, Il marque un doublé contre Arsenal en phase de groupe de la Ligue Europa (victoire 1-2), ce qui a entraîné le remerciement de Unai Emery. Lors des 16ème de finale match aller de Ligue Europa, Daichi Kamada inscrit un triplé contre le FC Salzbourg (victoire 4-1).

Le 26 mai 2020 contre le SC Fribourg, Daichi Kamada délivre une passe décisive à André Silva et inscrit même son premier but en championnat allemand (match nul 3-3). Le 30 mai 2020, il marque à nouveau contre le VfL Wolfsburg (victoire 1-2). Daichi délivre deux passes décisives en deux matchs contre le Hertha BSC (victoire 1-4) et Schalke 04 (victoire 2-1).

#### Lazio Rome (depuis 2023)
Le 4 août 2023, Daichi Kamada s'engage en faveur de la Lazio Rome en paraphant un contrat de quatre ans jusqu'en 2027,,,.

### Carrière internationale
Daichi Kamada est convoqué pour la première fois en sélection en 2016 où il fait deux apparitions avec l'équipe U21. Il est ensuite appelé par la sélection olympique pour participer au Tournoi de Toulon en 2016, il prend part à quatre matchs.
Le 22 mars 2019, Il honore sa première sélection en équipe première en entrant en jeu alors d'un match amical entre le Japon et la Bolivie (défaite 0-1).
Le 10 octobre 2019, Il inscrit son premier but avec le Japon contre la Mongolie (victoire 6-0).
Le 1er novembre 2022, il est sélectionné par Hajime Moriyasu pour participer à la Coupe du monde 2022 au Qatar.

## Statistiques

### Statistiques détaillées
| Saison                | Club                  | Championnat           | Championnat | Championnat | Championnat | Coupe nationale | Coupe nationale | Coupe nationale | Coupe de la Ligue | Coupe de la Ligue | Coupe de la Ligue | Supercoupe | Supercoupe | Supercoupe | Compétition(s) continentale(s) | Compétition(s) continentale(s) | Compétition(s) continentale(s) | Compétition(s) continentale(s) | Supercoupe UEFA | Supercoupe UEFA | Supercoupe UEFA | Total | Total | Total |
| Saison                | Club                  | Division              | M.          | B.          | P.d.        | M.              | B.              | P.d.            | M.                | B.                | P.d.              | M.         | B.         | P.d.       | Comp.                          | M.                             | B.                             | P.d.                           | M.              | B.              | P.d.            | M.    | B.    | P.d.  |
| 2015                  | Sagan Tosu            | J1 League             | 21          | 3           | 3           | 3               | 0               | 0               | 4                 | 0                 | 0                 | -          | -          | -          | -                              | -                              | -                              | -                              | -               | -               | -               | 28    | 3     | 3     |
| 2016                  | Sagan Tosu            | J1 League             | 28          | 7           | 4           | 3               | 1               | 1               | 3                 | 0                 | 1                 | -          | -          | -          | -                              | -                              | -                              | -                              | -               | -               | -               | 34    | 8     | 6     |
| 2017                  | Sagan Tosu            | J1 League             | 16          | 3           | 2           | 1               | 0               | 0               | 1                 | 2                 | 0                 | -          | -          | -          | -                              | -                              | -                              | -                              | -               | -               | -               | 18    | 5     | 2     |
| Sous-total            | Sous-total            | Sous-total            | 65          | 13          | 9           | 7               | 1               | 1               | 8                 | 2                 | 1                 | 0          | 0          | 0          | -                              | 0                              | 0                              | 0                              | 0               | 0               | 0               | 80    | 16    | 11    |
| 2017-2018             | Eintracht Francfort   | Bundesliga            | 3           | 0           | 0           | 1               | 0               | 0               | -                 | -                 | -                 | -          | -          | -          | -                              | -                              | -                              | -                              | -               | -               | -               | 4     | 0     | 0     |
| 2019-2020             | Eintracht Francfort   | Bundesliga            | 28          | 2           | 6           | 4               | 2               | 0               | -                 | -                 | -                 | -          | -          | -          | C3                             | 16                             | 6                              | 2                              | -               | -               | -               | 48    | 10    | 8     |
| 2020-2021             | Eintracht Francfort   | Bundesliga            | 32          | 5           | 13          | 2               | 0               | 0               | -                 | -                 | -                 | -          | -          | -          | -                              | -                              | -                              | -                              | -               | -               | -               | 34    | 5     | 13    |
| 2021-2022             | Eintracht Francfort   | Bundesliga            | 32          | 4           | 3           | 1               | 0               | 0               | -                 | -                 | -                 | -          | -          | -          | C3                             | 13                             | 5                              | 1                              | -               | -               | -               | 46    | 9     | 4     |
| 2022-2023             | Eintracht Francfort   | Bundesliga            | 32          | 9           | 7           | 6               | 4               | 0               | -                 | -                 | -                 | -          | -          | -          | C1                             | 8                              | 3                              | 0                              | 1               | 0               | 0               | 47    | 16    | 7     |
| Sous-total            | Sous-total            | Sous-total            | 127         | 20          | 29          | 14              | 6               | 0               | -                 | -                 | -                 | -          | -          | -          | -                              | 37                             | 14                             | 3                              | 1               | 0               | 0               | 179   | 40    | 32    |
| 2018-2019             | Saint-Trond VV (prêt) | Jupiler Pro League    | 34          | 15          | 7           | 2               | 1               | 2               | -                 | -                 | -                 | -          | -          | -          | -                              | -                              | -                              | -                              | -               | -               | -               | 36    | 16    | 9     |
| 2023-2024             | SS Lazio              | Serie A               | 29          | 2           | 2           | 2               | 0               | 0               | -                 | -                 | -                 | -          | -          | -          | C1                             | 7                              | 0                              | 0                              | -               | -               | -               | 38    | 2     | 2     |
| 2024-2025             | Crystal Palace        | Premier League        | 34          | 0           | 0           | 5               | 0               | 1               | 4                 | 2                 | 2                 | -          | -          | -          | -                              | -                              | -                              | -                              | -               | -               | -               | 43    | 2     | 3     |
| 2025-2026             | Crystal Palace        | Premier League        | -           | -           | -           | -               | -               | -               | -                 | -                 | -                 | 1          | 0          | 0          | -                              | -                              | -                              | -                              | -               | -               | -               | 1     | 0     | 0     |
| Sous-total            | Sous-total            | Sous-total            | 34          | 0           | 0           | 5               | 0               | 1               | 4                 | 2                 | 2                 | 1          | 0          | 0          | -                              | -                              | -                              | -                              | -               | -               | -               | 44    | 2     | 3     |
| Total sur la carrière | Total sur la carrière | Total sur la carrière | 289         | 49          | 37          | 30              | 8               | 5               | 12                | 4                 | 3                 | 1          | 0          | 0          | -                              | 44                             | 14                             | 4                              | 1               | 0               | 0               | 377   | 75    | 49    |

### En sélections
| Années                | Sélection             | Phases finales        | Phases finales | Phases finales | Phases finales | Éliminatoires | Éliminatoires | Éliminatoires | Éliminatoires | Amicaux | Amicaux | Amicaux | Total | Total | Total |
| Années                | Sélection             | Comp.                 | M.             | B.             | P.d.           | Comp.         | M.            | B.            | P.d.          | M.      | B.      | P.d.    | M.    | B.    | P.d.  |
| --------------------- | --------------------- | --------------------- | -------------- | -------------- | -------------- | ------------- | ------------- | ------------- | ------------- | ------- | ------- | ------- | ----- | ----- | ----- |
| 2019                  | Japon                 | Copa América 2019     | -              | -              | -              | CdM 2022      | 2             | 1             | 0             | 2       | 0       | 0       | 4     | 1     | 0     |
| 2020                  | Japon                 | -                     | -              | -              | -              | -             | -             | -             | -             | 4       | 0       | 0       | 4     | 0     | 0     |
| 2021                  | Japon                 | -                     | -              | -              | -              | CdM 2022      | 6             | 2             | 2             | 2       | 1       | 0       | 8     | 3     | 2     |
| 2022                  | Japon                 | Coupe du monde 2022   | 4              | 0              | 0              | CdM 2022      | -             | -             | -             | 6       | 2       | 1       | 10    | 2     | 1     |
| 2023                  | Japon                 | -                     | -              | -              | -              | CdM 2026      | 1             | 1             | 0             | 4       | 0       | 1       | 5     | 1     | 1     |
| 2024                  | Japon                 | Coupe d'Asie 2023     | -              | -              | -              | CdM 2026      | 5             | 1             | 1             | -       | -       | -       | 5     | 1     | 1     |
| Total sur la carrière | Total sur la carrière | Total sur la carrière | 4              | 0              | 0              | -             | 14            | 5             | 3             | 18      | 3       | 2       | 36    | 8     | 5     |

### Buts internationaux
| 0 | Date              | Lieu                                         | Adversaire      | Score | Résultats | Compétitions               |
| - | ----------------- | -------------------------------------------- | --------------- | ----- | --------- | -------------------------- |
| 1 | 10 octobre 2019   | Stade Saitama 2002, Saitama, Japon           | Mongolie        | 6-0   | 6-0       | Éliminatoires mondial 2022 |
| 2 | 25 mars 2021      | Stade Nissan, Yokohama, Japon                | Corée du Sud    | 2-0   | 3-0       | Match amical               |
| 3 | 30 mars 2021      | Fukuda Denshi Arena, Chiba, Japon            | Mongolie        | 3-0   | 14-0      | Éliminatoires mondial 2022 |
| 4 | 28 mai 2021       | Fukuda Denshi Arena, Chiba, Japon            | Birmanie        | 8-0   | 10-0      | Éliminatoires mondial 2022 |
| 5 | 2 juin 2022       | Sapporo Dome, Sapporo, Japon                 | Paraguay        | 2-0   | 4-1       | Match amical               |
| 6 | 23 septembre 2022 | Merkur Spiel-Arena, Düsseldorf, Allemagne    | États-Unis      | 1-0   | 2-0       | Match amical               |
| 7 | 16 novembre 2023  | Stade de Suita, Suita, Japon                 | Birmanie        | 2-0   | 5-0       | Éliminatoires mondial 2026 |
| 8 | 10 octobre 2024   | Stade Roi-Abdallah, Djeddah, Arabie Saoudite | Arabie saoudite | 0-1   | 0-2       | Éliminatoires mondial 2026 |

## Palmarès
- Eintracht Francfort :
  - Vainqueur de la Ligue Europa en 2022.
  - Finaliste de la Supercoupe de l'UEFA en 2022.
  - Finaliste de la Coupe d'Allemagne en 2023.
- Crystal Palace :
  - Vainqueur de la Coupe d'Angleterre en 2025.
  - Vainqueur du Community Shield en 2025